# Dance with Francesca
Dance with Francesca è il primo album di Francesca Pettinelli.
Pubblicato nel giugno 1994 dall'etichetta discografica RTI, l'album conteniene undici cover, alcune delle quali già eseguite durante il programma televisivo Non è la Rai del quale la cantante faceva parte, più un medley (intitolato Mix Francesca), delle canzoni What Is Love, Please Don't Go, Feel It, Gypsy Woman (She's Homeless) e Video Killed the Radio Star.

## Tracce
1. Mandy – 3:22 (Kerr, English)
2. Don't Let Me Be Misunderstood – 3:32 (Benjamin, Marcus, Caldwell)
3. No Woman, No Cry – 4:00 (Vincent Ford)
4. I Wish – 3:40 (Stevie Wonder)
5. We Don't Need Another Hero – 4:24 (Britten, Lyle)
6. Another Brick in the Wall – 3:55 (Roger Waters)
7. La canzone del sole – 2:58 (Mogol, Lucio Battisti)
8. Mix Francesca (What Is Love, Please Don't Go, Feel It, Gypsy Woman (She's Homeless), Video Killed the Radio Star) – 6:03 (Halligan, Dee Dee, Torello Junior / Casey, Finch / Frattini, Foresti, Biffi, Bericchia, Aalgard / R. Waters, B. Conway / Geoff Downes, Wooley, Trevor Horn)
9. Pata Pata – 3:50 (Ragvoy, Miriam Makeba)
10. Superstition – 3:50 (Stevie Wonder)
11. I Don't Wanna Lose You – 4:02 (Hammond, Lyle)
12. Whatever You Want – 3:16 (Benjamin, Marcus, Caldwell)